# إتش إس في-2 سويفت
إتش إس في-2 سويفت هو قطمران هجين. كانت مملوكة للقطاع الخاص وتديرها شركة سيليفت وبنيت أصلا في إطار برنامج جاي إتش إس في كدليل على المفهوم. كجزء من هذا البرنامج تم تأجيرها مباشرة لتقييم من بناة لها من قبل قيادة بحرية سيليفت في بحرية الولايات المتحدة من عام 2003 إلى عام 2013 في المقام الأول كمضادة للألغام ومنصة اختبار بحرية. في وقت لاحق خلال حياتها المهنية البحرية الرسمية كانت تستخدم في الغالب لدعم الأسطول وبعثات الشراكة الإنسانية.
اعتبارا من عام 2015 أفيد بأن السفينة قد استأجرت من قبل شركة الجرافات البحرية الوطنية في الإمارات العربية المتحدة. في 1 أكتوبر 2016 تعرضت السفينة للهجوم وأضرار بالغة من اليمن. قال المتمردون الحوثيون أن السفينة غرقت. وفقا لمسؤولين في وزارة دفاع الولايات المتحدة لم يذكر اسمهم تم سحب السفينة المتضررة إلى إريتريا. أصيبت السفينة بأضرار جسيمة في القوس لكنها ظلت طافية.

## التصميم والوصف
بدن السفينة ذو ثقب موجي مصنوع من الألومنيوم وقطرمان تجاري مع بعض التحسينات العسكرية مثل سطح مروحية وسطح سفينة وقارب صغير وإطلاق المركبات بدون طيار والقدرة على الانتعاش وجناح اتصالات. تتميز بتصميم جديد يمكنها من إعادة تركيبها لدعم البعثات دون الحاجة إلى فترات طويلة لبنائها. بينما جبهة السفينة تبدو وكأنها تريماران فإن مركز البدن لا يستريح في الماء ولا يستخدم للطفو. بوصفها سفينة لوجستية فإن السفينة لا تحتوي على حواجز مضادة للماء أو أنظمة أسلحة. يتم توفير الدفع من قبل طائرات المياه الاتجاهية وبالتالي فإن السفينة ليس لديها مراوح أو دفة للتوجيه ويمكنها المناورة في 3.7 متر (12 قدم) من الماء.
ترمز الحروف إتش إس في إلى «سفينة عالية السرعة» ومينائها الأم في حين استأجرت باعتبارها سفينة بحرية برمائية في قاعدة المشاة المشتركة ليتل كريك في نورفولك بولاية فرجينيا. كان للسفينة طاقمان من طراز كونمار يدوران عادة كل ثلاثة أشهر لإبقاء السفينة منتشرة أحد عشر شهرا في السنة. الحد الأدنى لحجم الطاقم هو 35 وخلال ذلك الوقت كانوا 18 عسكري ومثلهم من المدنيين التابعين لضباط البحرية الأمريكية والاتحاد الدولي التجاري لبحارة الولايات المتحدة. عادة ما تتواجد في ميناء مايبورت في فلوريدا لدعم الأسطول الرابع أو في تشارلستون في ولاية كارولينا الجنوبية للصيانة الكبرى. كما تواجدت في روتا بإسبانيا باعتبار أن الطاقم ينتمي إلى البحر الأبيض المتوسط.

## البناء والاستحواذ
تم بناء السفينة من قبل شركة بناء السفن الأسترالية إنكات في هوبارت في تسمانيا وتم تأجيرها للبحرية الأمريكية من خلال بولينجر / إنكات من لوكبورت في لويزيانا. كانت الطوفان البحري الثاني المستأجر لاختبار التقنيات والمفاهيم الجديدة المرتبطة برئيس العمليات البحرية. بلغت قيمة العقد للسنة الأولى 21.7 مليون دولار أمريكي.
سويفت هي الرابعة من طراز إنكات عالية السرعة ذات الثقب الموجي التي تدخل في الخدمة العسكرية بعد إتش إم أيه إس خليج جيرفيس وسفينة يو إس أيه في سبيرهيد وسفينة إتش إس سي مانانان.

## الخدمة تحت العلم الأمريكي
أثبتت أول سفينة من هذه الفئة لاستخدامها من قبل البحرية إتش إس في-1 جوينت فينتشر خلال غزو العراق 2003 كمنصة انطلاق إلى الأمام للأسطول البحري لمكافحة الإرهاب ونافي سيلز (البحر والجو والبر) في المياه الضحلة في أم قصر بالعراق. تأمل البحرية في البناء على الدروس المستفادة من سويفت وسلفها واستخدام المعلومات في نهاية المطاف لخلق فئة جديدة من السفن القتالية الساحلية.
في خريف عام 2003 بينما كانت تعمل مع الأسطول الخامس أكملت سويفت العبور الأسرع من أي وقت مضى شمال الحيد المرجاني العظيم من كيرنز إلى جزيرة بوبي في أستراليا حيث بلغ متوسطها قليلا 39 عقدة (72 كيلومتر / ساعة). خلال شهادات سطح الطيران أجرى طاقم سويفت استعادة الطائرات في حين جعل 43 عقدة (80 كيلومتر / ساعة) خلال انتعاش واحد وكان 66 عقدة (122 كيلومتر / ساعة) رياح واضحة خلال انتعاش آخر.
في نوفمبر 2003 بدأت التدريب البحري في غرب أفريقيا 04. زارت أول مرة قاعدة القوات البحرية في جنوب أفريقيا في ديربان في 3 نوفمبر 2003. ثم مارست مع بحرية جنوب أفريقيا وسلاح جو جنوب أفريقيا قبالة بلدة سيمون في كيب الغربية. اعتبارا من مطلع نوفمبر 2003 أفادت صحيفة جينز ديفنز ويكلي في 19 نوفمبر 2003 أنه من المزمع إجراء تدريبات أيضا مع الكاميرون وغامبيا وغانا والمغرب والسنغال وسيراليون. شرعت سويفت في فصل صغير من قوات مشاة بحرية الولايات المتحدة للرحلات البحرية «التي ستعتمد على معدات لواء مشاة البحرية النرويجية من أجل التدريبات». ذكرت مجلة جينز ديفنز ويكلي أن جنود الاحتياط البحري سيعملون مع معدات نالمب وسوف يستخدمون أيضا كروز لتقييم التناضح العكسي الذي كانت في ذلك الوقت يجري اختباره من قبل مختبر الحرب أوسمك. عادت السفينة في أوائل عام 2004.
في يناير 2005 تم استغلال سويفت لتقديم المساعدة اللوجستية خلال جهود الإغاثة من تسونامي في سومطرة الشمالية. غادرت سويفت محطة إنغليزيد البحرية في تكساس في 3 يناير 2005. كانت سويفت في بيرل هاربور في 15 يناير 2005 على الطريق لتقديم المساعدة بعد تسونامي. وصلت السفينة إلى سنغافورة في 30 يناير 2005 ثم بيلاوان في إندونيسيا 3 فبراير 2005 ثم ساتاهيب في تايلاند في 7 فبراير 2005.
قبل وصولهم إلى المنطقة المتضررة من المد الزلزالي تم تبديل الطواقم في بيرل هاربر حيث قام طاقم من الذهب بتخفيف طاقم بلو في أقل من ثماني ساعات. شرعت سويفت في فصل مروحية وعملت كقاعدة لعمليات لطاقم طائرتين هليكوبتر لمدة 30 يوم متتالي في البحر. خلال العملية أبحرت سويفت لمدة 30 يوم على التوالي لدعم مفرزة طائرات الهليكوبتر وطاقم الدعم وأجرت تجديدين جاريين.
في عام 2005 لعبت سويفت دورا رئيسيا في جهود الإغاثة خلال إعصار كاترينا. مع معظم الطرق التي يتعذر الوصول إليها على طول ساحل الخليج الأمريكي قامت سويفت وطاقمها بتسليم الإمدادات اللازمة عن طريق المياه حيث اجتاز نهر المسيسيبي عدة مرات لنقل المساعدات الإنسانية بين بينساكولا في فلوريدا ونيو أورليانز في لويزيانا.
خلال حرب لبنان 2006 تم استخدام سويفت لنقل مواد المساعدة الإنسانية من قبرص إلى بيروت.
غادرت سويفت ميناء مايبورت في فلوريدا في 25 أبريل 2007 لتكون بمثابة محطة أسطول عالمية. استضافت السفينة أكثر من ألف من العسكريين والمدنيين من الدول المضيفة خلال اثنتي عشرة زيارة إلى سبعة بلدان مثل بليز والجمهورية الدومينيكية وغواتيمالا وهندوراس وجامايكا ونيكاراغوا وبنما. في هذه البلدان أجرى موظفون على متن السفينة سويفت 39,890 ساعة من تبادل الخبراء الموضوعيين في مجالات مثل القيادة وعمليات القوارب الصغيرة وأمن الموانئ وتكتيكات الوحدات الصغيرة.
اختبرت عملية نشر قوات الأمن العام التابعة للبحرية الأمريكية التي استمرت ستة أشهر مفهوم قوات الأمن العام التابع للبحرية وهي مبادرة للتعاون الأمني البحري تهدف إلى تعزيز الشراكات العالمية من خلال أنشطة التدريب والتعاون. قامت سويفت بنقل فرق التدريب العسكرية الأمريكية لإجراء التدريب البحري مع الخدمات المدنية والبحرية الإقليمية.
خلال النصف الأخير من النشر تم التبرع بأكثر من 20 ألف رطل (9,100 كيلوغرام) من الإمدادات الطبية والغذائية من خلال مشروع هاندكلاسب. استضافت سويفت العديد من الشخصيات البارزة بما في ذلك رئيس وزراء جامايكا وسفراء الولايات المتحدة في بنما وغواتيمالا ونيكاراغوا وهندوراس وجامايكا.
أنجزت الحكومة المالية الاتحادية مهمتها الرائدة يوم الأحد 30 سبتمبر 2007 عندما عاد سويفت إلى ميناء مايبورت في فلوريدا.
في 5 مايو 2010 غادرت السفينة سويفت إلى جانب مختلف وحدات الفيلق البحري الميناء لنشرها لمدة خمسة أشهر لمحطة الشراكة الجنوبية عام 2010.
- بينما في الميناء تلقت سويفت 140 منصة مشروع هاندكلاسب واثنين من محركات الإطفاء. تبرع برنامج الشراكة ولاية الحرس الوطني في ولاية ويسكونسن بسيارات الإطفاء لمشروع هاندكلاسب للنقل إلى نيكاراغوا.
- مشروع هاندكلاسب هو برنامج البحرية الأمريكية التي تقبل نقل المواد التعليمية والإنسانية وحسن النية على أساس الفضاء المتاح على متن السفن البحرية الأمريكية لتوزيعها على المتلقين في الدول الأخرى.
- إس بي إس هو نشر سنوي من مختلف المنصات المتخصصة لمنطقة القيادة الجنوبية الأمريكية (أوسوثكوم) ومنطقة المسؤولية في منطقة البحر الكاريبي وأمريكا اللاتينية. الهدف الأساسي للبعثة هو تبادل المعلومات مع القوات البحرية وحرس السواحل والخدمات المدنية في جميع أنحاء المنطقة.

في أبريل 2013 تم اختبار مروحية الإيروستات تيف-25ك (منطاد المراقبة بلا طيار) من سويفت. يمكن وضع الأيروستات على مسافة 3000 قدم (910 متر) فوق المركب للمراقبة.
استبدلت سويفت بالسفينة يو إس إن إس سبيرهيد في الخدمة. كانت السفينة قد استأجرت في الأصل في يوليو 2003 كقيادة مؤقتة لحرب الألغام وسفينة دعم لمبادرات حمولة البعثات «الحولية» التي تقوم بها وحدات المناجم وقد أرسلت السفينة إلى الخليج العربي وجنوب أفريقيا وبحر الشمال وهاواي في غضون سنة واحدة. من بين المواقع الأخرى خليج المكسيك وسنغافورة وتايلاند وصقلية وإسبانيا وجنوب كاليفورنيا. مع تراجع البعثات الإيضاحية للألغام استخدمت سويفت في بعثات شراكة وأدت رحلات بحرية ممتدة إلى أفريقيا ومنطقة البحر الكاريبي وأمريكا الوسطى والجنوبية. تم تجديد الميثاق لمدة خمس سنوات في عام 2008 واستمرت السفينة في الخدمة حتى تم إدخال السفن المشتركة عالية السرعة. انتهت سويفت من خدمتها مع قيادة سيليفت العسكرية في عام 2013.

## الخدمة التالية
عادت سويفت إلى إنكات في هوبارت في يوليو 2013 لإعادة بيعها أو تأجيرها. بحلول يوليو 2015 أفادت التقارير بأن السفينة تديرها شركة الجرافات البحرية الوطنية.
ادعى المقاتلون الحوثيون أنهم أغرقوا سويفت قبالة الساحل اليمني (في مضيق باب المندب) في حوالي 1 أكتوبر 2016. قال الجيش الإماراتي أن سويفت تورطت في «حادثة» ولم تقع إصابات لكنه لم يذكر ما إذا كانت السفينة تضررت. أفاد مسؤولو الإمارات العربية المتحدة أن السفينة كانت تحمل المساعدات عندما تعرضت للهجوم. أفادت المملكة العربية السعودية أن قواتها أنقذت ركابها من سفينة الإمارات العربية المتحدة المتضررة عند فجر يوم 1 أكتوبر 2016. يبدو أن هناك بعض الالتباس حول ما إذا كانت في طريقها إلى عدن (على ما يبدو من الوجهة المنتظمة) أو المخا في الوقت الذي تعرضت فيه للهجوم. قال مسؤول أمريكي لم يذكر اسمه أن أربعة صواريخ ضربت السفينة لكن الحوثيين قالوا إنه صاروخ مضاد للسفن من طراز سي-802/نور. بحسب المحلل البحري المفتوح المصدر والقبطان البحري المتقاعد كريس كارلسون فإن أضرار الشظايا التي أصابت سويفت تشير إلى إصابتها برأس حربي على الأرجح سي-802.
تم إرسال المدمرات الأمريكية يو إس إس ميسون (دي دي جي 87) ويو إس اس نيتز وحوض سفن النقل البرمائي أوس بونس إلى المنطقة «لضمان استمرار الشحن دون عوائق في المضيق والمناطق المجاورة». تم الاعتداء على ماسون وبونس في 9 أكتوبر. تعرضت ماسون لهجوم مرة أخرى في 12 أكتوبر وفي 15 أكتوبر.
قال مسؤولو الدفاع الأمريكيون أن سويفت كانت في طريقها إلى إريتريا اعتبارا من 3 أكتوبر 2016. أظهرت الصور في وقت لاحق أنها لا تزال على قدم وساق وإن كانت تضررت بشكل كبير وذلك اعتبارا من 5 أكتوبر 2016. أظهرت تقارير وسائل الاعلام الاجتماعية أنها كانت طافية في ميناء يوناني في يوليو 2017 مع أضرار كبيرة في القوس. اعتبارا من يوليو 2017 يقال أن سويفت مملوكة الآن لشركة العبارات اليونانية سيجيتس.

## معرض الصور

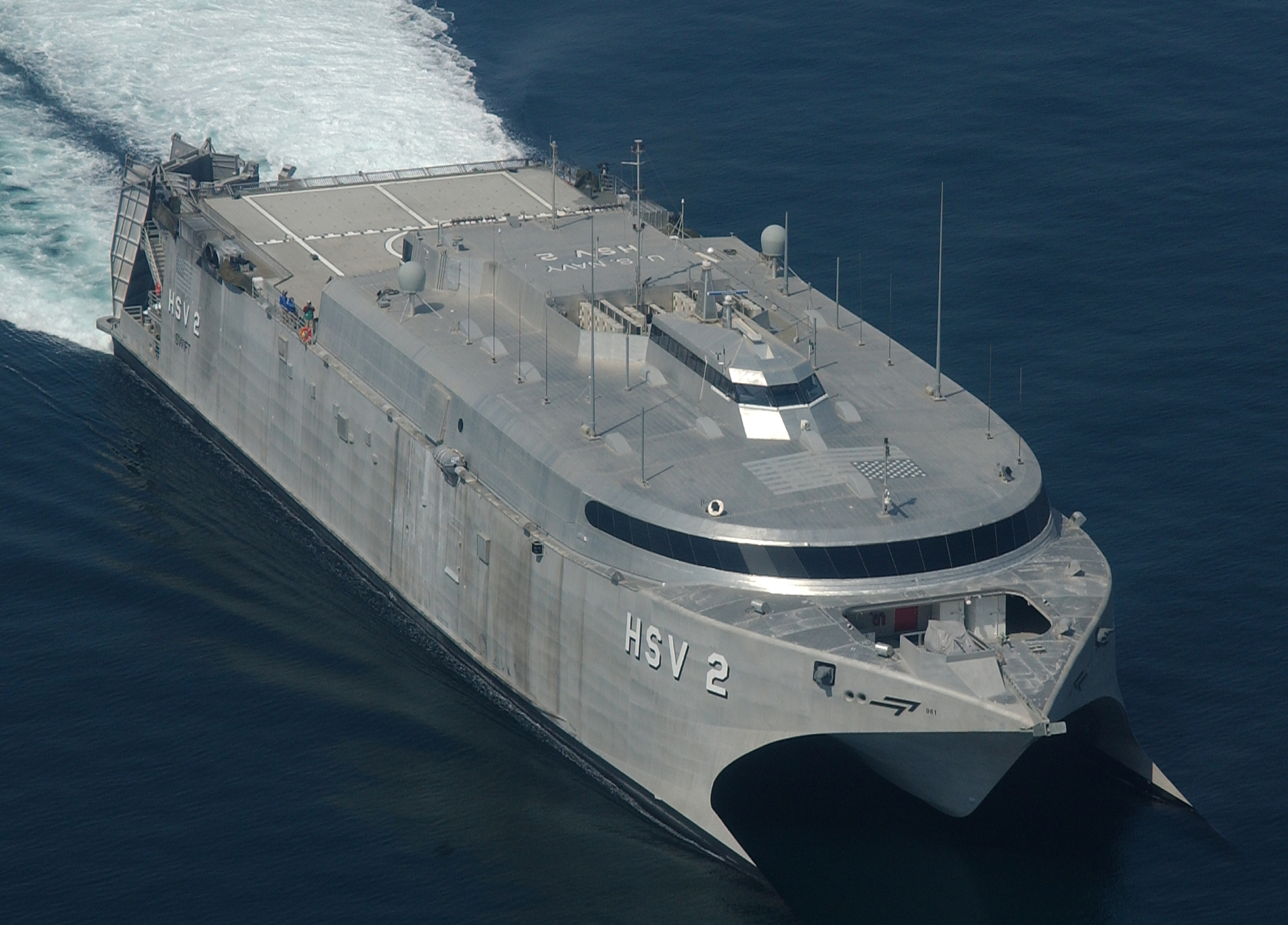
سويفت تتنقل في المياه قبالة سواحل جنوب العراق
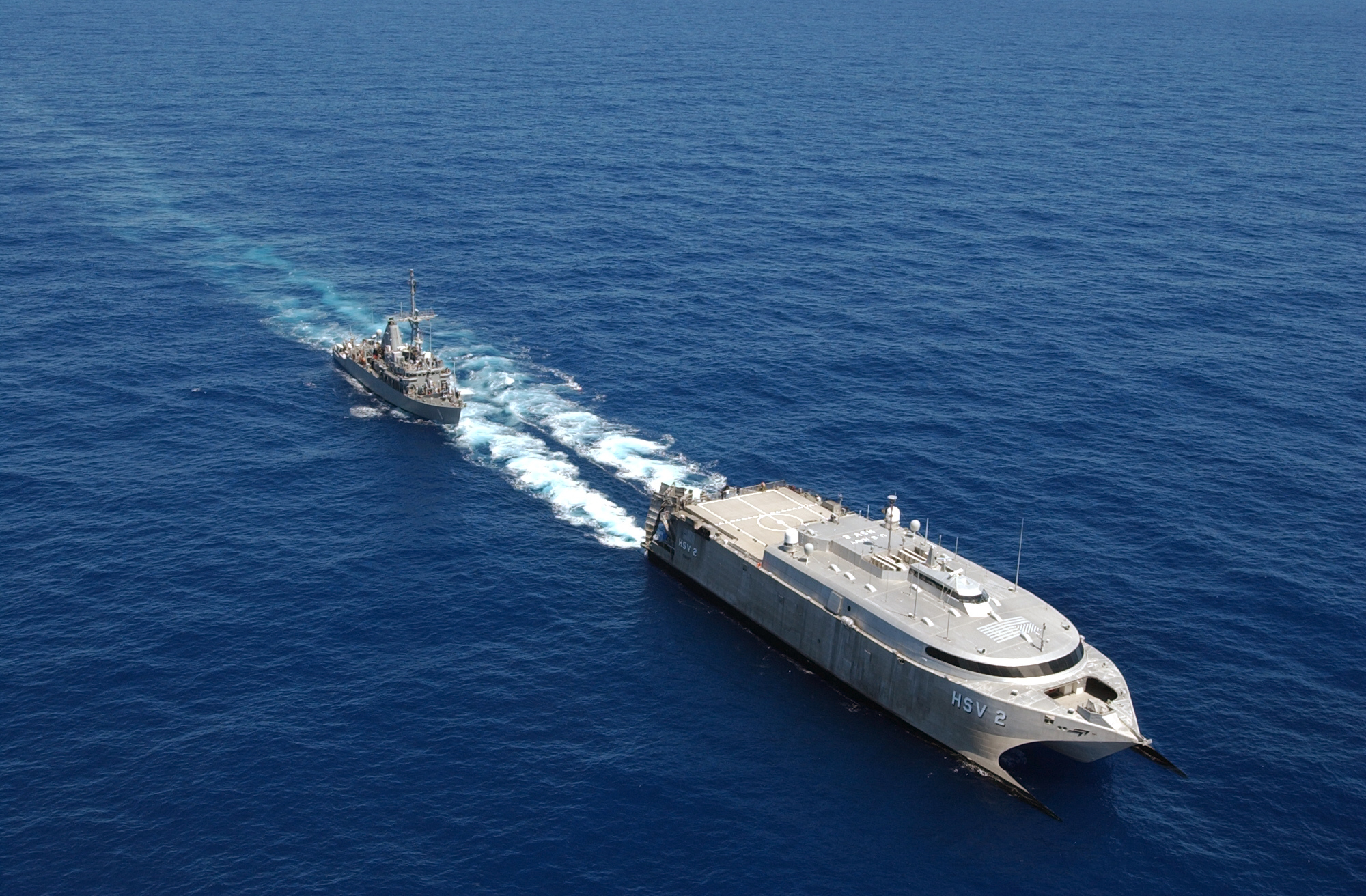
سويفت تزود بالوقود أفينجر خلال ريمباك 2004
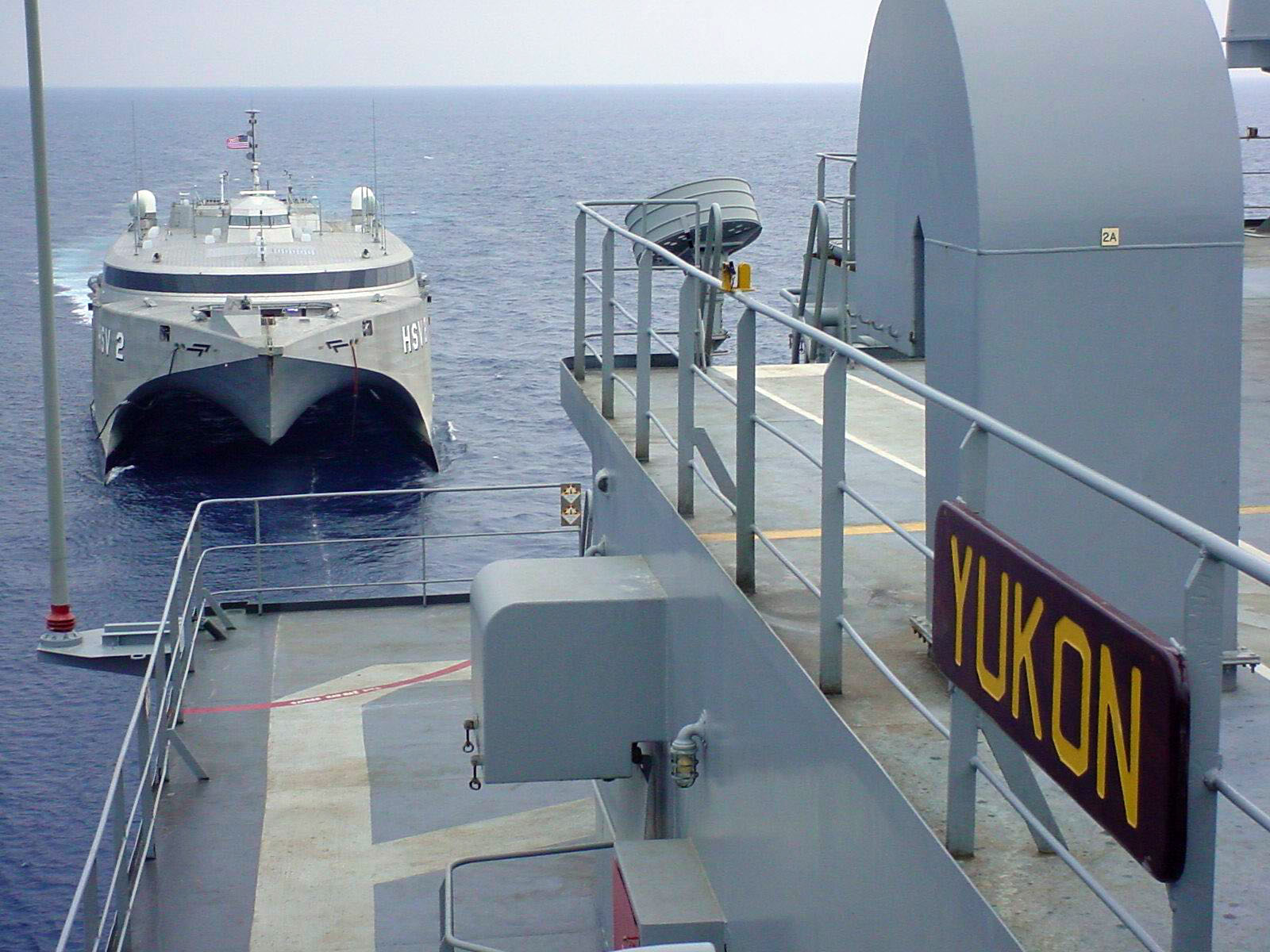
سويفت تزود بالوقود أسترن فروم أوسنز يوكون 18 فبراير 2005.
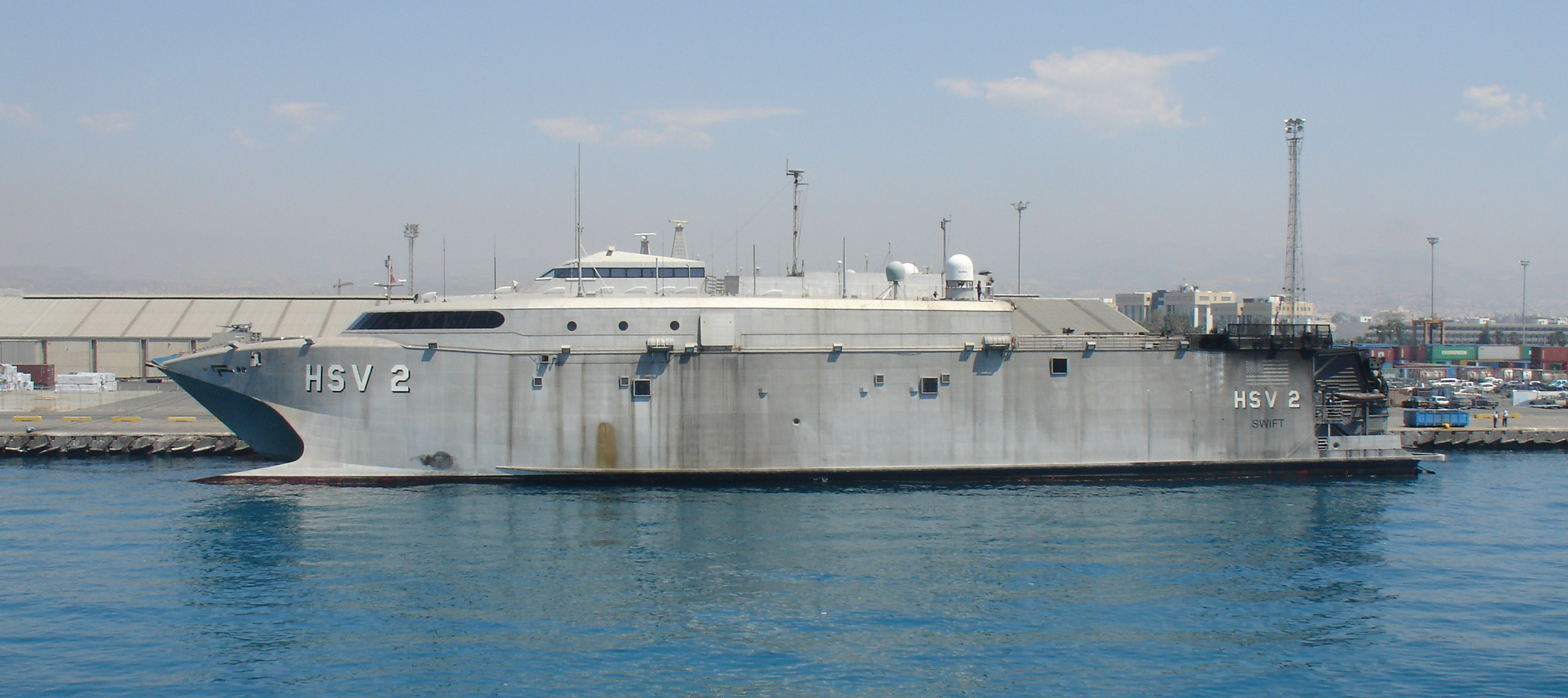
سويفت في ميناء ليماسول في يوليو 2006 خلال حرب لبنان 2006
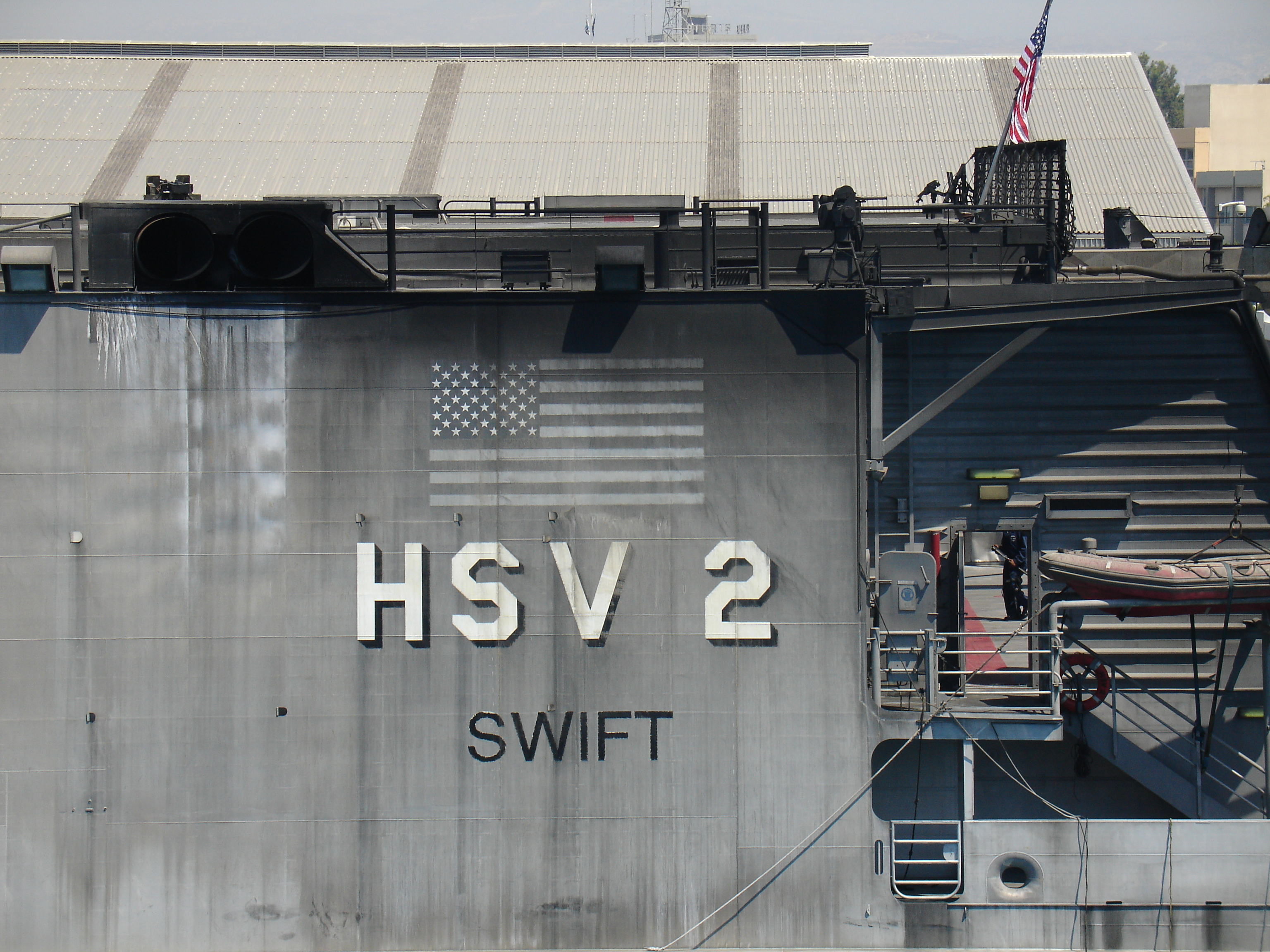
سويفت في ميناء ليماسول
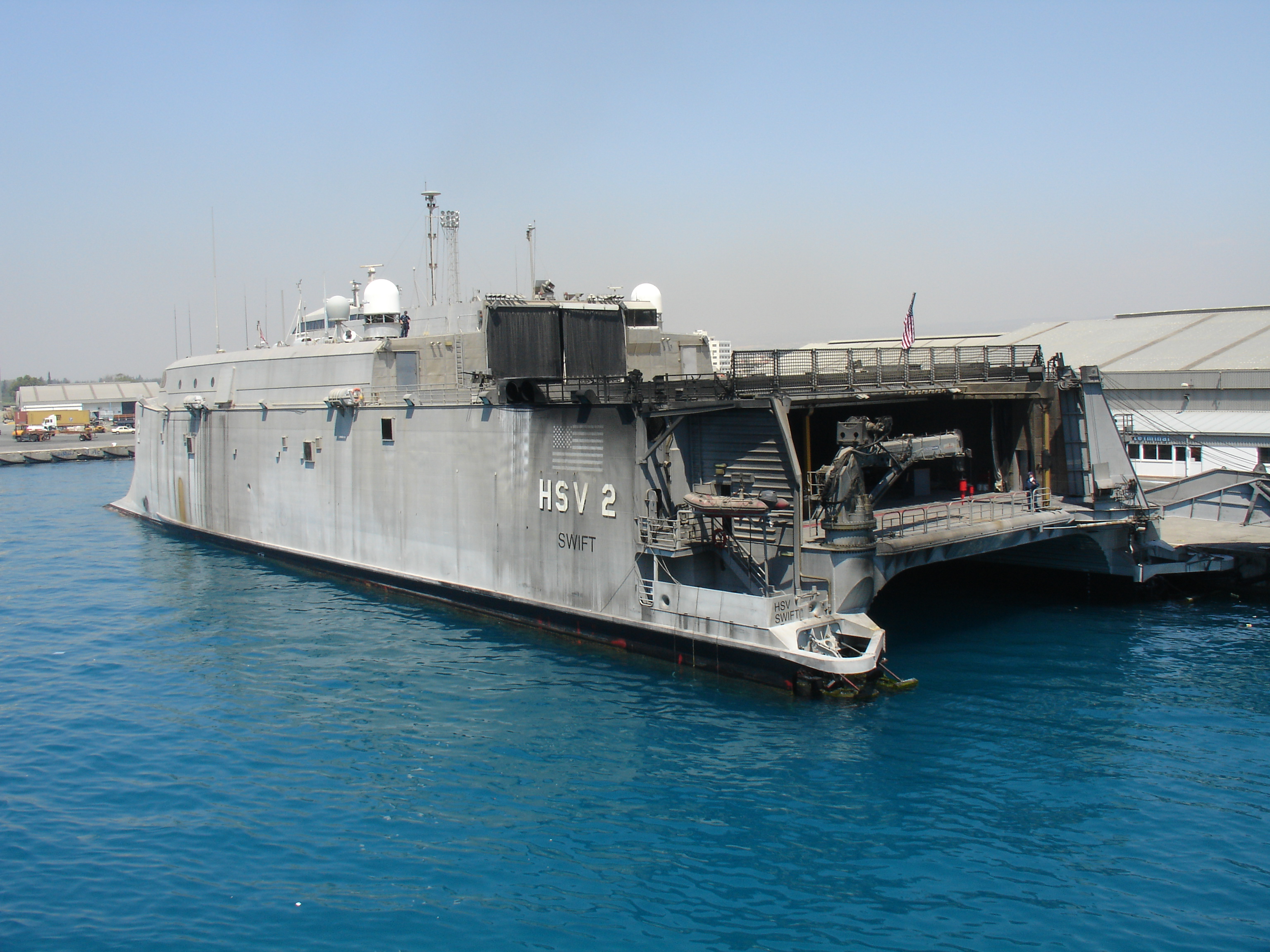
المنظر الخلفي لسويفت بينما كانت في ميناء ليماسول
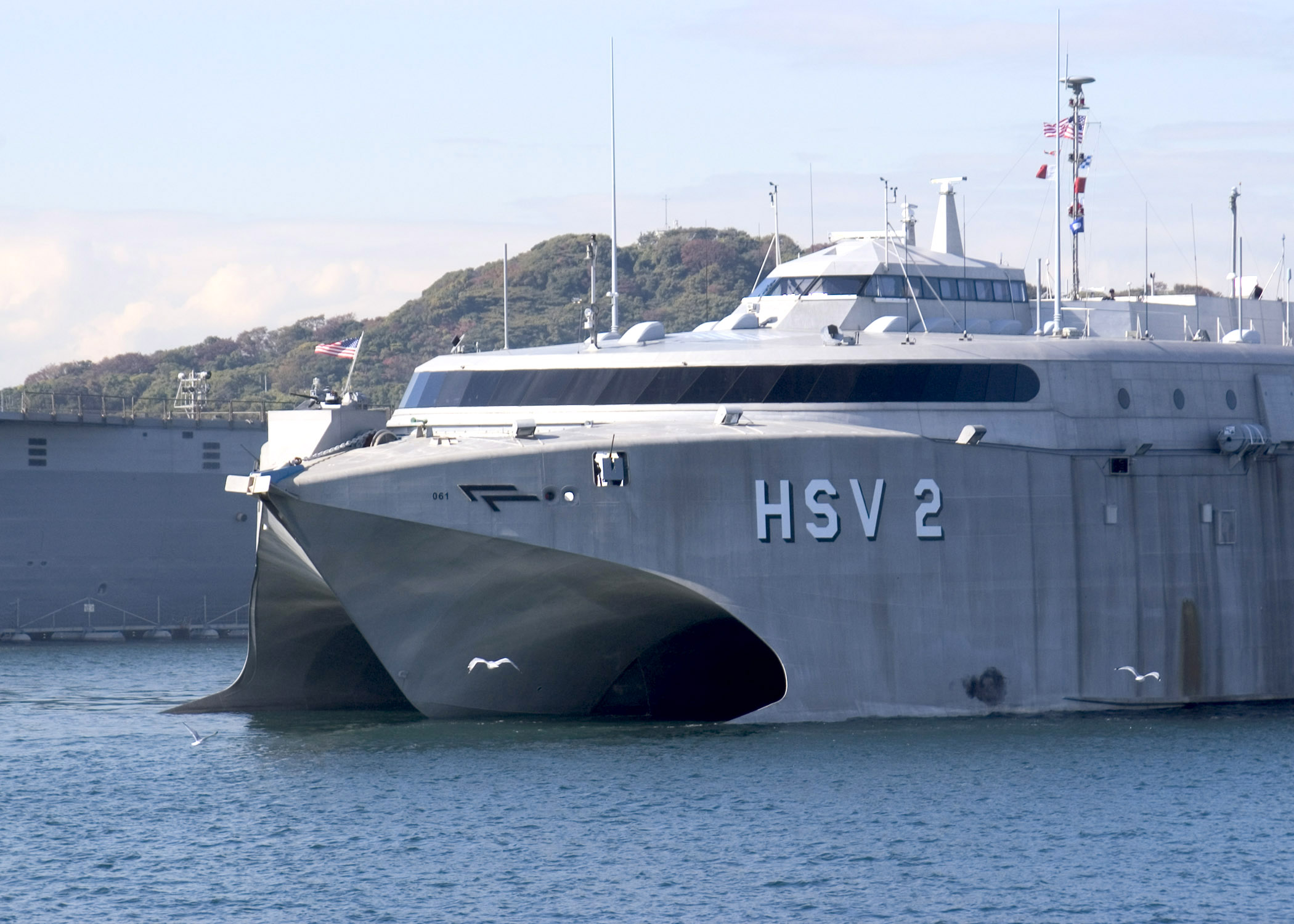
سويفت تتنقل عبر خليج يوكوسوكا في يوكوسوكا، اليابان
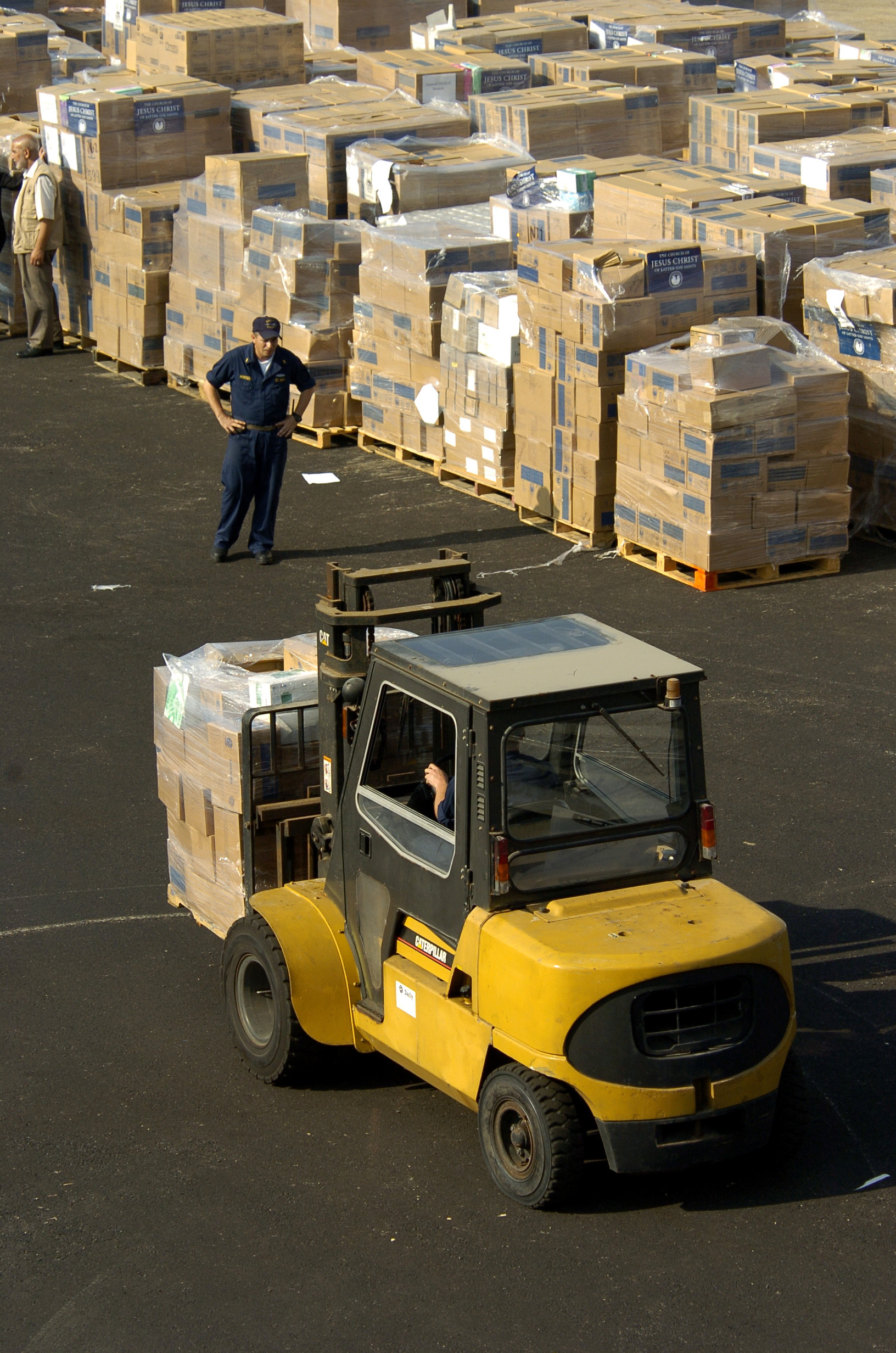
بحارة البحرية الأمريكية من سويفت ينقلون أكثر من 100 طن من المساعدات الإنسانية إلى الرصيف في بيروت بلبنان خلال حرب لبنان 2006
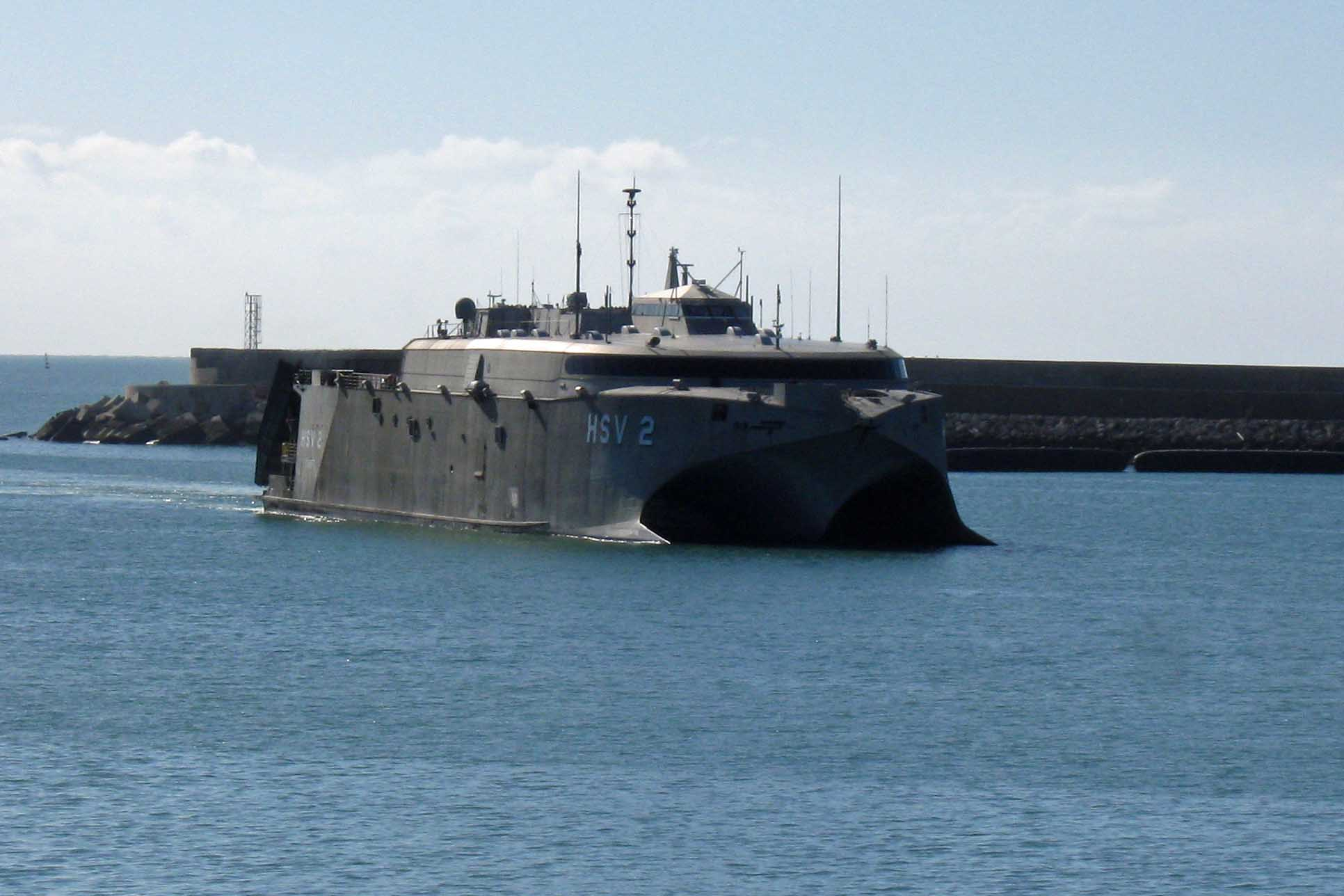
سويفت في قاعدة روتا البحرية الإسبانية

## تطورات ذات الصلة
- إتش إم أيه إس خليج جيرفيس (البحرية الملكية الأسترالية)
- إتش إس سي مانانان (بحرية الولايات المتحدة)

## الروابط الخارجية
- البحرية الأمريكية ملف الحقائق - سفينة عالية السرعة, أرشفة نوفمبر 2005.
- القيادة العسكرية سيليفت - عالية السرعة سفينة سويفت. أرشيف اعتبارا من فبراير 2013.
- "Ready? You bet!". Sealift. Military Sealift Command. يوليو 2013. مؤرشف من الأصل في 2017-08-13. - ملخص خدمة مسك من سويفت